# زبان کشمیری
کشمیری (English: ‎/kæʃˈmɪəri/‎ kash-MEER-ee) یا کٲشُر (کشمیری: کٲشُر (خط فارسی), تلفظ‌شده به صورت [kəːʃur]) یک زبان داردی از شاخهٔ زبان‌های هندوآریایی است که حدود ۷ میلیون نفر از کشمیری‌ها در منطقه کشمیر به آن سخن می‌گویند، که عمدتاً در دره کشمیر و تپه‌های اطراف جامو و کشمیر تحت اداره هند، یعنی بیش از نیمی از جمعیت آن قلمرو، سکونت دارند. زبان کشمیری دارای ارگتیویته شکافته و ترتیب واژگان فعل-دوم غیرمعمول است.
از سال ۲۰۲۰، این زبان به همراه زبان دُگری، زبان هندی، زبان اردو و انگلیسی به عنوان زبان رسمی جامو و کشمیر تعیین شده‌است. زبان کشمیری همچنین در میان ۲۲ زبان‌های برنامه‌ریزی‌شده هند قرار دارد.
حدود پنج درصد از جمعیت کشمیر آزاد تحت اداره پاکستان به زبان کشمیری صحبت می‌کنند.

## پراکندگی جغرافیایی و وضعیت
حدود ۶٫۸ میلیون نفر گویشور کشمیری و گویش‌های مرتبط در جامو و کشمیر و در میان جامعه مهاجر کشمیری در سایر ایالت‌های هند وجود دارد. بیشتر گویشوران کشمیری در دره کشمیر و سایر مناطق اطراف جامو و کشمیر واقع شده‌اند. در دره کشمیر، گویشوران کشمیری اکثریت را تشکیل می‌دهند.
حدود پنج درصد از جمعیت کشمیر آزاد به زبان کشمیری صحبت می‌کنند. طبق سرشماری سال ۱۹۹۸ پاکستان، ۱۳۲٬۴۵۰ نفر گویشور کشمیری در کشمیر آزاد وجود داشت. گویشوران بومی این زبان در «مناطق پراکنده» در سراسر آزاد کشمیر پراکنده بودند، به ویژه در مناطق مظفرآباد (۱۵٪)، نیلم (۲۰٪) و هتیان بالا (۱۵٪)، با اقلیت‌های بسیار کوچک در حویلی (۵٪) و باغ (۲٪). کشمیری صحبت شده در مظفرآباد با کشمیری دره نیلم در شمال، اگرچه هنوز قابل درک است، اما متفاوت است. در دره نیلم، کشمیری دومین زبان رایج و زبان اکثریت در حداقل دوازده روستا یا بیشتر است، که در حدود نیمی از این روستاها، تنها زبان مادری است. گویش کشمیری نیلم به گونه‌ای که در شمال دره کشمیر، به ویژه کپواره صحبت می‌شود، نزدیک‌تر است. در سرشماری سال ۲۰۱۷ پاکستان، حدود ۳۵۰٬۰۰۰ نفر زبان اول خود را کشمیری اعلام کردند.
به گفته زبان‌شناس طارق رحمان، فرآیند جایگزینی زبان در میان گویشوران کشمیری در آزاد کشمیر قابل مشاهده است، زیرا آنها به تدریج گویش‌های محلی مانند پاهاری-پوتواری، هندکو را اتخاذ می‌کنند یا به سمت زبان میانجی اردو گرایش پیدا می‌کنند. این امر منجر به پیشرفت این زبان‌ها به بهای از دست رفتن کشمیری شده‌است. تلاش‌هایی برای ترویج کشمیری در سطح رسمی صورت گرفته‌است؛ در سال ۱۹۸۳، کمیته زبان کشمیری توسط دولت برای حمایت از کشمیری و آموزش آن در سطح مدارس تأسیس شد. با این حال، تلاش‌های محدود برای معرفی این زبان موفقیت‌آمیز نبوده است و این اردو است، نه کشمیری، که مسلمانان کشمیری کشمیر آزاد آن را به عنوان نماد هویت خود می‌دانند. رحمان خاطرنشان می‌کند که تلاش‌ها برای سازماندهی جنبش زبان کشمیری با پراکندگی جامعه گویشوران کشمیری در کشمیر آزاد به چالش کشیده شده‌است.
زبان کشمیری یکی از ۲۲ زبان رسمی هند است. این زبان بخشی از جدول هشتم قانون اساسی سابق جامو و کشمیر بود. همراه با سایر زبان‌های منطقه‌ای ذکر شده در جدول ششم و همچنین هندی و اردو، قرار بود زبان کشمیری در این ایالت توسعه یابد. طبق سرشماری ۲۰۱۱ هند، پس از زبان هندی، کشمیری دومین زبان در حال رشد سریع هند است و پس از آن زبان میته‌ای (مانیپوری) در جایگاه سوم و زبان گجراتی در جایگاه چهارم قرار دارند.
زبان فارسی در قرن چهاردهم میلادی تحت تأثیر اسلام به عنوان زبان درباری در کشمیر مورد استفاده قرار گرفت. در سال ۱۸۸۹ در زمان سلسله دُگره جای خود را به اردو داد. در سال ۲۰۲۰، کشمیری برای اولین بار به عنوان یک زبان رسمی در قلمرو اتحادیه جامو و کشمیر (قلمرو اتحادیه) شناخته شد.
پگالی و کشتواری ارتباط نزدیکی با کشمیری دارند و در کوه‌های جنوب دره کشمیر صحبت می‌شوند و گاهی به عنوان گویش‌های کشمیری محسوب شده‌اند.

## واج‌شناسی
زبان کشمیری واج‌های زیر را دارا است.

### واکه‌ها
واکه‌های دهانی به شرح زیر هستند:
|       | پیشین | مرکزی | پسین |
| ----- | ----- | ----- | ---- |
| بلند  | i iː  | ɨ ɨː  | u uː |
| میانه | e eː  | ə əː  | o oː |
| پایین |       | a aː  | ɔ ɔː |

واکه‌های بلند کوتاه نزدیک به بلند و واکه‌های پایین به جز /aː/ نزدیک به پایین هستند.
خیشومی‌شدن واجی است. هر شانزده واکه دهانی دارای همتای خیشومی هستند.

### همخوان‌ها
|                        |        | دولبی | دندانی | لثوی | برگشتی | پسا-لثوی/ کامی | نرم‌کامی | چاکنایی |
| ---------------------- | ------ | ----- | ------ | ---- | ------ | -------------- | ------- | ------- |
| خیشومی                 | خیشومی | m     | n      |      |        |                |         |         |
| انسدادی/ سایشی-انسدادی | بی‌واک  | p     | t      | t͡s   | ʈ      | t͡ʃ             | k       |         |
| انسدادی/ سایشی-انسدادی | دمیده  | pʰ    | tʰ     | t͡sʰ  | ʈʰ     | t͡ʃʰ            | kʰ      |         |
| انسدادی/ سایشی-انسدادی | واکدار | b     | d      |      | ɖ      | d͡ʒ             | ɡ       |         |
| سایشی                  | بی‌واک  |       |        | s    |        | ʃ              |         | h       |
| سایشی                  | واکدار |       |        | z    |        |                |         |         |
| ناسوده                 | ناسوده | ʋ     | l      |      |        | j              |         |         |
| لرزشی                  | لرزشی  |       | r      |      |        |                |         |         |

کامی‌شدگی واجی است. تمام همخوان‌ها به جز آن‌هایی که در ستون پسالْثَوی/کامی قرار دارند، دارای همتای کامی‌شده هستند.

### کهنه‌گرایی‌ها
کشمیری، مانند دیگر زبان‌های داردی، انحراف‌های مهمی از جریان اصلی زبان‌های هندوآریایی نشان می‌دهد. یکی از آن‌ها حفظ نسبی سه همخوان سایشی s ṣ ś دوره هندوآریایی باستان است. برای مثال دیگر، شکل پیشوندی عدد 'دو' که در سانسکریت به صورت dvi- یافت می‌شود، در بیشتر زبان‌های هندوآریایی دیگر به ba-/bi- تبدیل شده است، اما در کشمیری du- (حفظ انسدادی دندانی اصلی d) باقی مانده است. هفتاد و دو در کشمیری dusatath، در هندی-اردو و پنجابی bahattar و در سانسکریت dvisaptati است.
برخی ویژگی‌ها در کشمیری حتی به نظر می‌رسد از دوره هندوآریایی پیش از دوره ودایی نیز ریشه گرفته باشند. به عنوان مثال، در برخی کلمات تغییر همخوان /s/ > /h/ رخ داده بود که قبلاً در سانسکریت ودایی نیز رخ داده بود (این گرایش در شاخه ایرانی زبان‌های هندوایرانی کامل شده بود)، اما در معادل‌های کشمیری وجود ندارد. واژه rahit در سانسکریت ودایی و هندی-اردو مدرن (به معنای 'به جز' یا 'بدون') با rost در کشمیری مطابقت دارد. به طور مشابه، sahit (به معنای 'شامل' یا 'با') با sost در کشمیری مطابقت دارد.